# سیارک ۵۳۷۲
سیارک ۵۳۷۲ (به انگلیسی: 5372 Bikki، نامگذاری:1987WS) پنج هزار و سیصد و هفتاد و دومین سیارک کشف شده‌است که در ۲۹ نوامبر ۱۹۸۷ کشف شد.
قدر مطلق سیارک برابر ۱۱٫۵۰ است.